# Kozlany (Vysočina)
Kozlany (in tedesco Kozlan) è un comune della Repubblica Ceca facente parte del distretto di Třebíč, nella regione di Vysočina.